# Tasiocera
Tasiocera är ett släkte av tvåvingar som beskrevs av Frederick Askew Skuse 1890. Tasiocera ingår i familjen småharkrankar.

## Dottertaxa tillTasiocera, i alfabetisk ordning[1][2]
- Tasiocera acanthophallus
- Tasiocera angustistylus
- Tasiocera apheles
- Tasiocera aproducta
- Tasiocera aspistes
- Tasiocera attenuata
- Tasiocera axillaris
- Tasiocera barringtonensis
- Tasiocera basispinosa
- Tasiocera batyle
- Tasiocera biacufera
- Tasiocera bipennata
- Tasiocera bituberculata
- Tasiocera boraceae
- Tasiocera brevicornis
- Tasiocera bucephala
- Tasiocera cascadensis
- Tasiocera caudifera
- Tasiocera cervicula
- Tasiocera cyatheti
- Tasiocera cyrtacantha
- Tasiocera diacanthophora
- Tasiocera diaphana
- Tasiocera dicksoniae
- Tasiocera dignissima
- Tasiocera divaricata
- Tasiocera dorrigensis
- Tasiocera eriopteroides
- Tasiocera exigua
- Tasiocera fuscescens
- Tasiocera gourlayi
- Tasiocera gracilicornis
- Tasiocera gracilior
- Tasiocera halesus
- Tasiocera hiemalis
- Tasiocera hova
- Tasiocera jenkinsoni
- Tasiocera jubata
- Tasiocera kibunensis
- Tasiocera liliputana
- Tasiocera longiana
- Tasiocera malickyiana
- Tasiocera minima
- Tasiocera minutissima
- Tasiocera miseranda
- Tasiocera murina
- Tasiocera niphadias
- Tasiocera nodulifera
- Tasiocera nokoensis
- Tasiocera occidentalis
- Tasiocera orientalis
- Tasiocera otwayensis
- Tasiocera papuana
- Tasiocera paulula
- Tasiocera pernodulosa
- Tasiocera plurispina
- Tasiocera primaveris
- Tasiocera probosa
- Tasiocera prolixa
- Tasiocera propia
- Tasiocera robusta
- Tasiocera semiermis
- Tasiocera squiresi
- Tasiocera subnuda
- Tasiocera tarsalba
- Tasiocera taylori
- Tasiocera tenuicornis
- Tasiocera terraereginae
- Tasiocera tonnoirana
- Tasiocera tridentata
- Tasiocera triton
- Tasiocera unisetosa
- Tasiocera ursina
- Tasiocera wilhelminae